# Линден (Тенеси)
Линден (енгл. Linden) град је у америчкој савезној држави Тенеси.

## Демографија
По попису из 2010. године број становника је 908, што је 107 (-10,5%) становника мање него 2000. године.
| Група             | 2000.       | 2010.       |
| Белци             | 943 (92,9%) | 815 (89,8%) |
| Афроамериканци    | 56 (5,5%)   | 57 (6,3%)   |
| Азијати           | 2 (0,2%)    | 0 (0,0%)    |
| Хиспаноамериканци | 4 (0,4%)    | 16 (1,8%)   |
| Укупно            | 1.015       | 908         |